# Festival de Vichy de Scrabble
Le Festival de Vichy est un festival de Scrabble lancé en 1975 et qui a lieu tous les ans en mai à Vichy (Allier, région Auvergne-Rhône-Alpes). « Vichy » est le tournoi de scrabble le plus populaire du monde francophone: il a été le premier à accueillir plus de 1 000 joueurs pour un même tournoi, le record étant de 1 485 joueurs à la Coupe de Vichy en 1998. La 45e édition s'est tenue du 21 au 29 mai 2022.

## Programme
Le festival dure environ dix jours et se compose de plusieurs épreuves de Scrabble duplicate et de Scrabble classique. La plus prestigieuse épreuve est la Coupe de Vichy, un tournoi duplicate de cinq manches en deux minutes par coup. Le festival se déroule au palais des Congrès - opéra de Vichy et l'hôtel Aletti.
Voici une liste d'épreuves disputées en 2012 :
- Duplicate
  - Championnat de France Promotion : tournoi en cinq manches réservé aux joueurs classés au-dessous de la quatrième série.
  - Parties originales (voir formules de Scrabble duplicate) : tournoi en trois manches ouvert à tous.
  - Championnat de France Vermeil : tournoi en quatre manches réservé aux joueurs des catégories Vermeil et Diamant. (voir Championnats de France de Scrabble duplicate par catégorie).
  - Coupe d'Auvergne : tournoi en quatre manches ouvert à tous.
  - Championnat de France par paires : tournoi en cinq manches disputé par paires. Les joueurs forment des équipes de deux joueurs. La première paire française est déclarée championne de France par paires.
  - Coupe de Vichy : tournoi en cinq manches en deux minutes qui accueille plus de 1 200 joueurs, comptant pour le Grand Chelem.
- Classique
  - Deux tournois comptant pour le classement international et la qualification pour le Championnat du monde de Scrabble classique.

## Palmarès de la Coupe de Vichy

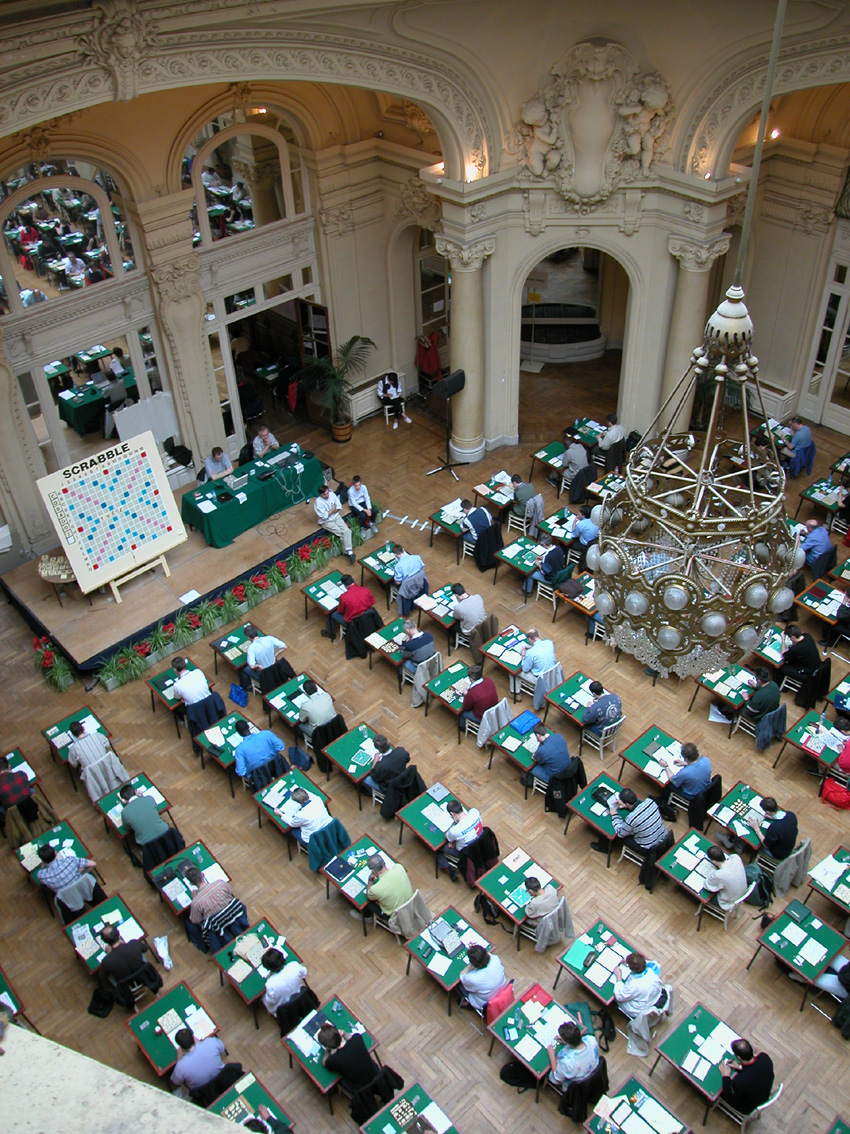
Coupe de Vichy 2002 (Photo : F.F.Sc.)

| Année | Vainqueur                 | 2°                    | 3°                                  | Pays       |
| ----- | ------------------------- | --------------------- | ----------------------------------- | ---------- |
| 1975  | Thierry Lestage           |                       |                                     |            |
| 1976  | Marc Selis                |                       |                                     |            |
| 1977  | Jean-Marc Bellot          |                       |                                     |            |
| 1978  | Claude Del                |                       |                                     |            |
| 1979  | Jean-Louis Luyten         |                       |                                     |            |
| 1980  | Vincent Labbé             |                       |                                     |            |
| 1981  | Hervé Mollard             |                       |                                     |            |
| 1982  | Didier Clerc              |                       |                                     |            |
| 1983  | Patrick Vigroux           |                       |                                     |            |
| 1984  | Michel Duguet             |                       |                                     |            |
| 1985  | Michel Duguet (2)         |                       |                                     |            |
| 1986  | Michel Duguet (3)         |                       |                                     |            |
| 1987  | Michel Duguet (4)         |                       |                                     |            |
| 1988  | Michel Duguet (5)         |                       |                                     |            |
| 1989  | Franck Pluven             |                       |                                     |            |
| 1990  | Patrick Vigroux (2)       |                       |                                     |            |
| 1991  | Christian Pierre          |                       |                                     |            |
| 1992  | Jean-François Lachaud     |                       |                                     |            |
| 1993  | Jean-Pierre Hellebaut     |                       |                                     |            |
| 1994  | Jean-Pierre Hellebaut (2) |                       |                                     |            |
| 1995  | Jean-Pierre Hellebaut (3) |                       |                                     |            |
| 1996  | Florian Lévy              |                       |                                     |            |
| 1997  | Jean-François Lachaud (2) |                       |                                     |            |
| 1998  | Nicolas Grellet           |                       |                                     |            |
| 1999  | Franck Maniquant          |                       |                                     |            |
| 2000  | Maniquant (2)             |                       |                                     |            |
| 2001  | Jean-François Lachaud (3) |                       |                                     |            |
| 2002  | Thierry Chincholle        | Jean-Pierre Hellebaut | Germain Boullianne Christian Pierre | 1170 (90)  |
| 2003  | Franck Maniquant (3)      | Thierry Chincholle    | Antonin Michel                      | 1168 (101) |
| 2004  | Thierry Chincholle (2)    | Franck Maniquant      | Florin Levy                         | 1178 (118) |
| 2005  | Antonin Michel            | Jean Francois Lachaud | Dominique Le Fur Ndongo Samba Sylla | 1304 (100) |
| 2006  | Antonin Michel (2)        | Jean-Luc Dives        | Ndongo Samba Sylla                  | 1203 (108) |
| 2007  | Jean-François Lachaud (4) | Thierry Chincholle    | Eric Parpal                         | 1198 (98)  |
| 2008  | Eugénie Michel            | Ndongo Samba Sylla    | Jean-Francois Lachaud               | 1191 (90)  |
| 2009  | Antonin Michel (3)        | Franck Maniquant      | Zouheir Aloulou                     | 1140 (94)  |
| 2010  | Antonin Michel (4)        | Hugo Delafontaine     | Jean-Francois Lachaud               | 1156 (88)  |
| 2011  | Étienne Budry             | Antonin Michel        | Luc Maurin                          | 1072 (111) |
| 2012  | Hugo Delafontaine         | Antonin Michel        | Fabien Leroy                        | 1008 (101) |
| 2013  | Jean-François Lachaud (5) | Fabien Leroy          | Etiene Budry                        | 952 (100)  |
| 2014  | Florian Lévy (2)          | Aurelien Delaruelle   | Jean-Francois Lachaud               | 1034 (139) |
| 2015  | Louis Eggermont           | Bernard Caro          | Mactar Sylla                        | 922 (87)   |
| 2016  | Hugo Delafontaine (2)     | Samson Tessier        | Zouheir Aloulou                     | 1018 (126) |
| 2017  | Hugo Delafontaine (3)     | Samson Tessier        | Fabien Leroy                        | 958 (100)  |
| 2018  | Antonin Michel (5)        | Jean-Francois Lachaud | Florian Levy                        | 1064 (118) |
| 2019  | Fabien Leroy              | Patrick Vigroux       | Samson Tessier                      | 864 (85)   |
| 2020  | Annulé                    | -                     | -                                   | -          |
| 2021  | Annulé                    | -                     | -                                   | -          |
| 2022  | Jean-François Lachaud (6) | Samson Tessier        | Antonin Michel                      | 999 (103)  |
| 2023  | Etienne Budry (2)         | Marc Treiber          | Antonin Michel                      | 725 (72)   |
| 2024  | Antonin Michel            | Samson Tessier        | Fabien Leroy                        | 888 (109)  |

### Classement par nombre de titres remportés
1. Jean-François Lachaud et Antonin Michel (6 titres)
2. Michel Duguet (5)
4. Jean-Pierre Hellebaut, Franck Maniquant et Hugo Delafontaine (3)
7. Patrick Vigroux, Thierry Chincholle, Etienne Budry et Florian Lévy (2)
10. 14 joueurs à une victoire.